# Ta Mok
Ta Mok (właściwie Chhit Choeun, ur. 1926, zm. 21 lipca 2006) – kambodżański wojskowy i polityk, jedna z czołowych postaci reżimu Czerwonych Khmerów.
Był jednym z pierwszych zwolenników partii komunistycznej, założonej przez Pol Pota. Znany był jako Brat Numer Pięć. Ta Mok to pseudonim bojowy, oznaczający Dziadek Mok.
W młodości był buddyjskim mnichem, ale porzucił drogę duchową w wieku 16 lat. Początkowo dołączył do ruchu oporu walczącego z kolonizacyjnymi zapędami Francji, a potem w latach 40. z Japonią. W 1964 roku został członkiem antyfrancuskiej partyzantki Khmer Issarak. Później dołączył do Czerwonych Khmerów. Odpowiedzialny za południowo-zachodni sektor Demokratycznej Kampuczy. Po odsunięciu Pol Pota od władzy w 1997 roku został przywódcą Czerwonych Khmerów. Aresztowany w 1999 roku.